# Carwyn
Carwyn  è un nome proprio di persona gallese maschile.

## Origine e diffusione
È un nome recente, creato nel XX secolo combinando i termini gallesi caru ("amore") e gwyn ("bianco", "puro", "benedetto"); il secondo elemento comune nei nomi gallesi, ed è presente anche in Gwyn, Gwyneth, Bronwen e Arianwen.

## Onomastico
Il nome è adespota, non essendo portato da alcun santo. L'onomastico si può festeggiare il 1º novembre, per Ognissanti.

## Persone
- Carwyn James, rugbista a 15 e allenatore di rugby gallese
- Carwyn Jones, politico gallese